# Вранча (горы)
Вра́нча (рум. Munții Vrancei) — горы в Румынии, в южной части Восточных Карпат.
Протяжённость гор составляет около 60 км. Высшая точка — гора Гору (1783 м). Горы сложены преимущественно кайнозойскими песчаниками и глинистыми сланцами. Глубоко расчленён реками системы Сирет. На склонах произрастают смешанные и хвойные леса (бук, дуб, ель, пихта), на вершинах — горные луга. Здесь располагается зона Вранча — один из главных районов землетрясений в Карпатах. Самое мощное землетрясение магнитудой 7,2 произошло 4 марта 1977 года, в результате погибли более 1,5 тысяч человек.

## Фауна
Горы Вранча - среда обитания большого количества животных. К ним относятся бурый медведь, обыкновенная лисица,благородный олень, европейская косуля, кабан, обыкновенная рысь, каменная куница, волк обыкновенный, барсук, лесной кот, заяц-русак. Из птиц встречаются глухарь, рябчик, беркут, малый подорлик, филин, серая неясыть, ушастая сова, ворон, белозобый дрозд, желна, зелёный дятел, сойка. В водах встречаются обыкновенный подуст, голавль, гольян-красавка, обыкновенный усач, форель ручьевая. 

## Вершины
- Пик Гору (1784,6 м)
- Пик Лэкэуць (1776,7 м)
- Пик Пьетросул (1676,2 м)
- Пик Збойна Фрумоаса (1657,4 м)
- Пик Бонё (1543,5 м)
- Пик Астогул Маре (1526,9 м)
- Пик Коберт (1516,5 м)
- Пик Мушат (1502,7 м)
- Пик Фуру Маре (1414,6 м)
- Пик Фуру Мик (1406,3 м)
- Пик Лепша (1390 м)